# Sterling Heights
Sterling Heights är en stad i Macomb County i delstaten Michigan, USA med 124 471 invånare (2000).